# Бажлук
Бажлук (кайт. Баӏжулей, дарг. Бяжлуки) — село в Кайтагском районе Дагестана.

## География
Село Бажлук расположено на высоте 1047 метров над уровнем моря. Ближайшие населённые пункты — Шурагат, Варсит, Мижигли, Джигия, Кулиджа, Шиляги, Дуреги, Джинаби, Кирцик, Пиляки.

## Население
| 1888 | 1895 | 1926 | 1939 | 1970 | 1989 | 2002 |
| ---- | ---- | ---- | ---- | ---- | ---- | ---- |
| 247  | ↗251 | ↗284 | ↘283 | ↘208 | ↘83  | ↗98  |
| 2010 | 2021 |      |      |      |      |      |
| ↘39  | ↗107 |      |      |      |      |      |